# Boulay-les-Ifs
Boulay-les-Ifs là một xã thuộc tỉnh Mayenne trong vùng Pays de la Loire tây bắc nước Pháp. Xã này nằm ở khu vực có độ cao trung bình 210 mét trên mực nước biển.